# سوان ولی (آیداهو)
سوان ولی(به انگلیسی: Swan Valley) شهری در شهرستان بونویل ایالت آیداهو است که جمعیت آن در سرشماری سال ۲۰۱۰ میلادی ۲۰۴ نفر بوده است.